# Zespół Wiedemanna-Rautenstraucha
Zespół Wiedemanna-Rautenstraucha (ang. Wiedemann-Rautenstrauch syndrome, neonatal progeroid syndrome), (pol. syndrom progerii noworodkowej) – rzadki zespół wad wrodzonych. Objawia się wewnątrzmacicznym zahamowaniem wzrostu, niską masą urodzeniową, niezrośniętymi szwami czaszkowymi, upośledzeniem umysłowym i charakterystyczną dysmorfią twarzy związaną z zanikiem tkanki tłuszczowej; Pierwsze cechy progeryjne u dziecka jak np. postarzała skóra są widoczne od razu po urodzeniu a nie jak w przypadku klasycznej progerii dopiero ok. 2 roku życia dlatego ten zespół często jest nazywany progerią noworodkową, dodatkowe objawy to ostre rysy twarzy, rzadkie włosy głowy, zazwyczaj występuje łagodne upośledzenie umysłowe, wyraźny rysunek żylny skóry skalpu, prognatyzm i wydłużony nos.
Zespół został opisany jako odrębna jednostka chorobowa w 1979 roku przez Hansa-Rudolfa Wiedemanna, który wcześniej opisał dwa przypadki choroby: jeden w 1966 i drugi w 1977. Thomas Rautenstrauch i wsp. w 1977 rozpoznali zespół u dwojga rodzeństwa jako progerię.

## Epidemiologia
Zespół Wiedemanna-Rautenstraucha został do tej pory wykryty u około 30 osób. Ocenia się, że częstotliwość występowania tego zespołu wad wynosi 1:4 do 8 mln urodzeń. Średnia długość życia dzieci z Zespołem Wiedamanna-Rautenstraucha to 7 miesięcy ale w bardzo rzadkich przypadkach zdarza się dożycie wieku nastoletniego i dorosłego.